# Miacoidea
Miacoidea — парафілетична надродина, яка традиційно поділялася на дві родини: Miacidae і Viverravidae. Miacidae були примітивними м'ясоїдними тваринами, які жили в епохи палеоцену та еоцену, приблизно 66–33 мільйони років тому. Miacidae визнано парафілетичним масивом таксонів, що, ймовірно, призвело до того, що деякі «міцидні» роди опинилися за межами порядку Carnivora в Carnivoramorpha. Carnivoramorpha складається як з Miacoidea, так і з Carnivora, але виключає ряд Creodonta, який існував поряд із Carnivoramorpha. Miacidae є парафілетичною групою, що містить усі таксони, які не є віверравідами.